# 油本達夫
油本 達夫（あぶらもと たつお、1949年9月13日 - ）は、日本の詩人、英語科教員。富山県出身。

## 略歴・人物
東京外国語大学英米語学科卒業。聖光学院英語科主任、浅野高校、神奈川県立追浜高校、神奈川県立柏陽高校に勤め、2015年に定年退職。横浜詩人会の理事長。教職の傍らで詩を執筆しており、代表作は｢海の見える街で｣である。